# كينيث كرافت
كينيث كرافت (بالإنجليزية: Kenneth Kraft)‏ هو أستاذ جامعي أمريكي، ولد في 15 يوليو 1949، وتوفي في 1 أكتوبر 2018.